# Arnold López
Arnold Alexander López Salazar (San Félix, Bolívar, Venezuela; 24 de noviembre de 1994) es un futbolista venezolano que juega como centrocampista en Estudiantes de Mérida Fútbol Club de la Primera División de Venezuela.

## Trayectoria

### Monagas Sport Club

#### Torneo Clausura 2016
Para el Torneo Clausura de 2016 se incorpora jugando con el Monagas SC hasta la actualidad. Fue cedido por Mineros de Guayana por seis meses. En el partido perteneciente a la Copa Venezuela 2016, logra anotar un gol de penal, el 27 de julio antes Diamantes de Guayana.

### Aragua Fútbol Club
En 2017, se incorpora al Aragua Fútbol Club.

### Estadísticas
- Última actualización el 8 de agosto de 2016.

| Equipo             | Temporada | Liga             | Liga             | Copas nacionales | Copas nacionales | Copas internacionales | Copas internacionales | Total | Total |
| Equipo             | Temporada | PJ               | Goles            | PJ               | Goles            | PJ                    | Goles                 | PJ    | Goles |
| Venezuela          | Venezuela | Primera División | Primera División | Copa Venezuela   | Copa Venezuela   | CONMEBOL              | CONMEBOL              | PJ    | Goles |
| ------------------ | --------- | ---------------- | ---------------- | ---------------- | ---------------- | --------------------- | --------------------- | ----- | ----- |
| Monagas SC         | 2016      | 0                | 0                | 1                | 1                | 0                     | 0                     | 1     | 1     |
| Monagas SC         | Total     | 0                | 0                | 1                | 1                | 0                     | 0                     | 1     | 1     |
| Aragua Fútbol Club | 2017      |                  |                  |                  |                  |                       |                       |       |       |
| Aragua Fútbol Club | Total     |                  |                  |                  |                  |                       |                       |       |       |
| Total              | Total     | 0                | 0                | 1                | 1                | 0                     | 0                     | 1     | 1     |

## Palmarés

### Campeonatos nacionales
| Título         | Club             | País      | Año  |
| -------------- | ---------------- | --------- | ---- |
| Copa Venezuela | A. C. M. Guayana | Venezuela | 2011 |